# The Sword (film)
Pour les articles homonymes, voir The Sword.
Pour plus de détails, voir Fiche technique et Distribution.
The Sword (名劍, Míng jiàn) est un film hongkongais réalisé par Patrick Tam, sorti en 1980.

## Synopsis
Deux chevaliers s'intéressent au même maître d'arme. Le premier pour l'affronter dans un duel amical afin de juger de sa valeur, le second pour récupérer son épée.

## Fiche technique
- Titre : The Sword
- Titre original : 名劍, Míng jiàn
- Réalisation : Patrick Tam
- Scénario : Patrick Tam et Zigiang Lu
- Pays d'origine : Hong Kong
- Format : Couleurs - 2,35:1 - Mono
- Genre : Wu Xia Pian
- Durée : 85 minutes
- Date de sortie : 1980

## Distribution
- Adam Cheng : Li Mak-yin
- Qiqi Chen : Yin Siu-yu
- Norman Chu : Lin Wan
- Jade Hsu : Fa Ying-chi
- Eddy Ko : Ching Ti-yi
- Lau Siu-ming : Epéiste fou